# Tauchgang

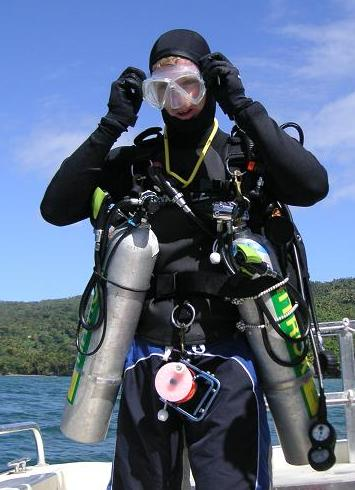
Ein technischer Taucher macht sich bereit für einen Tauchgang

Ein Tauchgang (kurz TG) ist ein geplanter und in der Regel mit technischen Hilfsmitteln durchgeführter Aufenthalt unter Wasser. Er kann unterschiedliche Ziele und Gründe haben: Für Sporttaucher steht das Vergnügen oder die Tauchausbildung im Vordergrund. Apnoetaucher suchen die sportliche Herausforderung. Berufs- und Forschungstaucher erledigen Arbeiten unter Wasser.
Die Professional Association of Diving Instructors (PADI) definiert als minimale Anforderungen an einen Tauchgang, dass der Taucher für mindestens 20 Minuten mindestens 5 Meter tief abtaucht oder mindestens 1400 Normal-Liter Atemgas unter der Wasseroberfläche atmet. Ein Tauchgang von Sporttauchern dauert üblicherweise zwischen 20 Minuten bis 2 Stunden.

## Vorbereitung

### Informationsbeschaffung
Allen Tauchgängen ist im Regelfall ein weitgehend einheitliche Vorbereitung gemeinsam. Als Erstes werden Informationen zum Tauchplatz gesammelt:
- Einstieg/Ausstieg
- Tauchboot
- maximale Tiefe
- Unterwassertopografie
- Strömung
- Sichtweiten
- Temperatur
- Gefahren unter Wasser
- Wetter
- An- und Abreisewege
- nötige Bewilligungen
- Teilnehmer des Tauchgangs
- nächste Füllstationen
- nächste Dekompressionskammer
- Rettungsdienste

### Planung

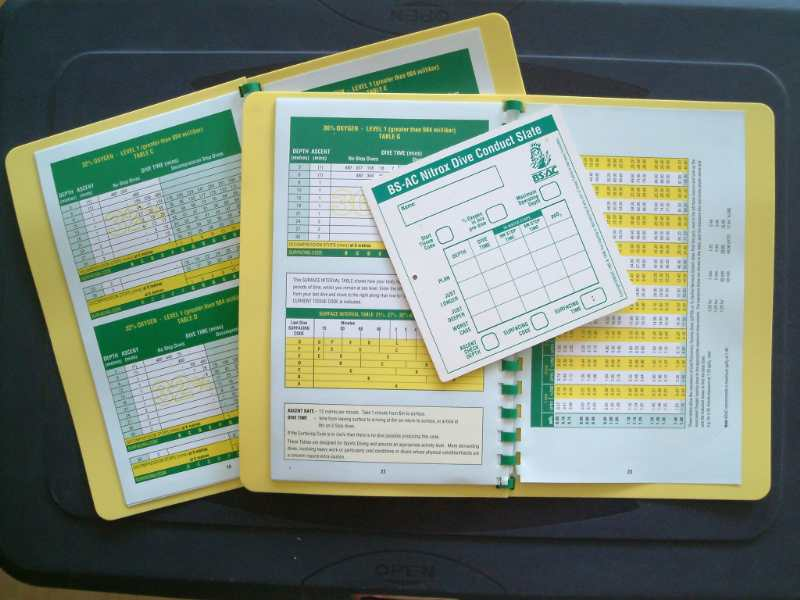
Verschiedene Tauchtabellen

Danach wird der Tauchgang geplant. Der Detaillierungsgrad hängt stark vom Ziel des Tauchgangs, der Erfahrung der Taucher und den gegebenen Bedingungen ab. Folgende Punkte werden in der Regel ermittelt:
- benötigte Ausrüstung[3][4]
- Planung des Verlaufs des Tauchgangs[5] (Tauchprofil)
- Berechnung der Zusammensetzung der Atemgase (Luft, Nitrox, Trimix und andere.)
- Berechnung der erforderlichen Dekompressionsstufen (Deko-Stopps) und Sicherheitsstopps unter Berücksichtigung der Tauchtabellen[5]
- Berechnung des Atemgasbedarfs[5]
- Ermitteln und organisieren der erforderlicher Sicherheitsmaßnahmen[3] (z. B. Sauerstoffkoffer, Leinen, Sicherheitstaucher, Orientierungshilfen, Reserveluftvorräte …)
- Plan für Notfallszenario[3]

## Am Tauchplatz
Am Tauchplatz angekommen, können drei Phasen unterschieden werden: Vor und nach den Tauchgang sowie der Tauchgang selbst.

### Vor dem Tauchgang

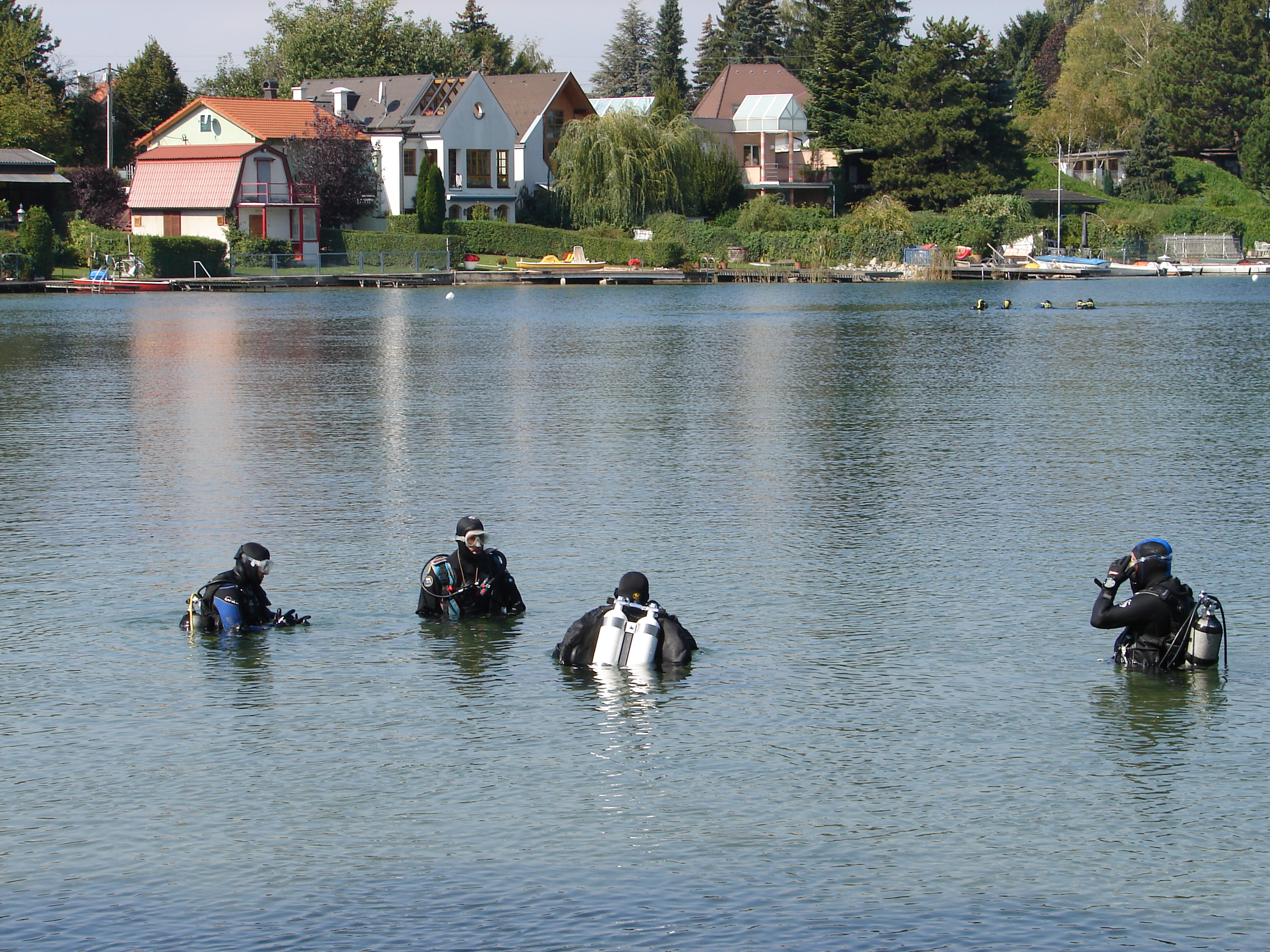
Taucher im Neufelder See machen sich zum Abtauchen bereit.

- Besichtigung des Gewässers sowie der Ein- und Ausstiegsstellen.
- Auspacken und zusammenbauen der Ausrüstung[6]
- Briefing, eine kurze Besprechung des Tauchgangs mit allen Beteiligten.
- Anziehen der Ausrüstung[6]
- Überprüfung der Ausrüstung, der Vollständigkeit und des Zustands der Ausrüstung.[6]
- Überprüfung der Flaschendrücke.

### Tauchgang
Der Tauchgang selbst beginnt nach dem Einstieg und dem Verlassen der Wasseroberfläche. Er wird in drei Phasen eingeteilt:
1. Kompression (Abtauchen)
2. Isokompression
3. Dekompression (Auftauchen)

Zusammen werden diese drei Phasen auch als TUP (Time Under Pressure) bezeichnet. Die Kompressions- und Isokompressions-Phase zusammen ergeben die Grundzeit.

#### Kompression
In der Regel wird noch in geringer Wassertiefe (~3 m) zunächst die eigene sowie die Ausrüstung des Buddys auf Störungen kontrolliert. Wichtig ist weiter, dass jeder Taucher den Druckausgleich seiner Atemwege herstellen kann. Ist dies nicht möglich und wird trotzdem weiter abgetaucht, kann ein Barotrauma die Folge sein. Auf der vereinbarten Tiefe angelangt stellt jeder Taucher neutrale Tarierung her oder leitet wie teilweise beim Apnoetauchen gleich wieder die Dekompressionsphase ein.

#### Isokompression
Die Tauchtiefe wird mehr oder weniger gleich gehalten. Nun wird das Ziel des Tauchgangs angesteuert und besichtigt, die Übungen beim Ausbildungs-Tauchgang ausgeführt oder die geplanten Unterwasserarbeiten erledigt. Wegen des erhöhten Umgebungsdrucks sättigt ein Taucher während der Isokompressionsphase Teile des Atemgasgemisches in seinem Gewebe an. Meist wird zuerst eine zu hohe Konzentration von gelöstem Stickstoff erreicht. Dies kann zu einem Tiefenrausch führen, der in der Bewusstlosigkeit enden kann. Je nach Atemgasgemisch kann eine Sauerstoff- oder Helium-Vergiftung auftreten. Um Tauchunfälle zu vermeiden, kontrolliert der Taucher während der Isokompressionsphase meist mit Hilfe eines Tauchcomputers, dass er keine der zulässigen Grenzwerte überschreitet. Diese Limits können durch die vorgängige Tauchgangberechung festgelegt worden sein oder ergeben sich bei einfacheren Tauchgängen aus der verbleibenden Nullzeit und dem noch vorhandenen Atemgasvorrat.

#### Dekompression

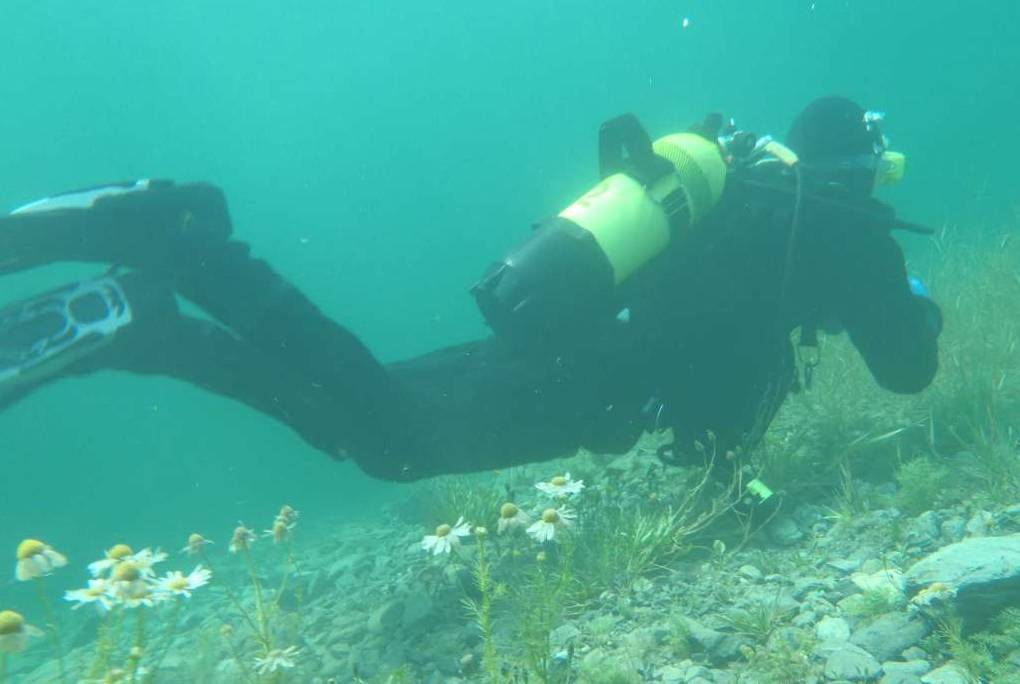
Taucher im Lai da Marmorera

Es schließt sich die Phase der Dekompression an. Dabei soll durch einen kontinuierlichen, langsamen Aufstieg (empfohlene max. Aufstiegsgeschwindigkeit: 10 m/min) und das Einhalten von Wartezeiten in bestimmter Tiefe, die in Körper gelösten Atemgasanteile abgeatmet werden. Die dazu notwendigen Sicherheits- und Deko-Stops werden entweder vom Tauchcomputer vorgegeben oder wurden mit Hilfe einer Tauchtabelle zuvor berechnet. Bei einem Überschreiten der max. Aufstiegsgeschwindigkeit oder einem nicht Einhalten der Deko-Stopps droht die Bildung von Gasblasen im Körper. Dies kann eine Dekompressionskrankheit auslösen, die nicht selten tödlich endet. Durch falsches Verhalten (beispielsweise längeres Anhalten des Atmens) besteht während der Dekompressionsphase zusätzlich die Gefahr eines Barotraumas an verschiedenen Stellen des Körpers.
Muss ein Taucher wegen einer Notsituation ungeplant auftauchen, kann er einen Notaufstieg unter der Missachtung der Limits durchführen. Der Notaufstieg birgt je nach Tauchtiefe große Risiken in sich.

## Nach dem Tauchgang
Nach Verlassen des Wassers wird die Ausrüstung und insbesondere auch das Team auf Vollzähligkeit und Schäden überprüft. Neben dem Ablegen und Verräumen der Ausrüstung wird meist ein Debriefing abgehalten, bei dem der Tauchgang nachbesprochen und ausgewertet wird, sowie das Logbuch geführt und oftmals gegenseitig bestätigt.
Bis zu 72 Stunden nach dem Tauchgang können Symptome auftreten, die vom Überschreiten eines Limits oder einem Tauchunfall herrühren. Deshalb sollte, auch wenn keine Symptome vorliegen, nach einem Unfall oder Überschreiten eines Limits umgehend ein Arzt aufgesucht werden.

### Wiederholungstauchgänge
Zum Tauchgang im weiteren Sinne zählt auch der Abbau der Restentsättigung des Gewebes mit Atemgasanteilen an oder über der Wasseroberfläche. Werden mehrere Tauchgänge innerhalb der zum Abbau der Restsättigung benötigten Zeit geplant, spricht man von Wiederholungstauchgängen. Zwischen diesen Tauchgängen müssen genügend lange Oberflächenpausen eingeplant werden, damit die gelösten Gase im Körper abgebaut werden können. Ist die Oberflächenpause zu kurz, setzt dies die maximal zulässigen Limits für den Wiederholungstauchgang stark herab. Tauchtabellen oder Tauchcomputer berücksichtigen diese Oberflächenpausen normalerweise.

### Höhenveränderungen
Taucher sollten nach einem Tauchgang nicht höher als 400 m über den Wasserspiegel des Tauchgewässers aufsteigen, da sonst bis zu 24 Stunden nach dem Tauchgang das Risiko besteht, an einer Dekompressionskrankheit zu erkranken. Dies ist besonders zu beachten, falls die Rückreise vom Tauchplatz über Hügel oder Pässe führt oder eine Reise mit einem Flugzeug geplant ist. Oft wird in diesem Zusammenhang der Begriff DNF-Zeit (englisch für: do not fly) verwendet.